# Vengeance du passé
Vengeance du passé (Circle of Friends) est un téléfilm canado-américain de Stefan Pleszczynski et diffusé le 28 août 2006 sur Lifetime.

## Synopsis
Une femme retourne dans sa ville d'enfance pour enquêter sur les mystérieux décès de ses amis d'enfance.

## Fiche technique
Sauf indication contraire, les informations mentionnées dans cette section peuvent être confirmées par la base de données cinématographiques IMDb,  présente dans la section « Liens externes ».
- Titre français : Vengeance du passé
- Titre québécois : Cercle meurtrier
- Titre original : Circle of Friends
- Réalisateur : Stefan Pleszczynski (en)
- Scénario : Joyce Heft Brotman
- Producteurs : Jean Bureau et Josée Mauffette
- Musique du film : Vincent Rehel et Martin Roy
- Directeur de la photographie : Daniel Villeneuve
- Montage : Karina Baccanale
- Distribution des rôles : Vera Miller et Nadia Rona
- Création des décors : André Chamberland
- Décorateur de plateau : Mary Lynn Deachman
- Création des costumes : Nicole Pelletier
- Coordinateur des cascades : Stéphane Lefebvre
- Société de production : Incendo Productions et Power
- Société de distribution : Lifetime Movie Network
- Format : 1,33:1 - 35 mm - son stéréo
- Pays d'origine :  Canada,  États-Unis
- Genre : Thriller
- Durée : 89 minutes
- Date de diffusion : 12 janvier 2007 en France

## Distribution
- Julie Benz (VF : Charlotte Marin) : Maggie
- Chris Kramer (VF : Maurice Decoster) : Harry
- Venus Terzo (VF : Malvina Germain) : Susan
- Paula Costain (VF : Danièle Douet) : Joan
- Adrianne Richards (VF : Sybille Tureau) : Emily
- Kent McQuaid (VF : Denis Boileau) : Rob West
- Peter Dillion (VF : Bruno Raina) : Inspecteur Bill MacDougal
- Leif Anderson : Journaliste / Bobby
- Randy Thomas : Andrew Jennings
- Nicolas Wright : Rodney
- Catherine Lipscombe : Celia
- Andrew Simmons : Burt Shetfield
- Robert Naylor : Fils de Joan
- Derick Legares : Policier
- Anana Rydvald : Pamela Layha
- Victoria Barkoff : Femme
- Anna Hopkins : Lesley Wilson

Sources et légende : Version française selon le carton de doublage français.